# Буба: мертвий сезон
Буба: мертвий сезон (пол. Buba: Sezon ogórkowy) — молодіжний   роман польської письменниці Барбари Космовської, написаний як продовження роману "Буба"  у 2007 році.

## Сюжет
У житті Буби все продовжується: вона ходить до ліцею, живе з батьками і дідом. Хатня робітниця Барташова готує їм їсти. Час від часу у гості приходять    сусіди Маньчаки, баба Рита і сестра Олька з сином та чоловіком.
Є й нові пригоди. Бубина однокласниця  Агата потрапляє у реабілітаційний центр для наркозалежних, бойфренд Мілош знаходить іншу дівчину - все це турбує героїню. До класу приходить новенький, якого потім прозвуть Сиротою,   однокласниця Йолька починає свій бізнес. Батько дівчинки тепер не веде власну програму, а працює в телекрамниці. Мама Марися пише жіночі романи. Дід Генрик купує комп’ютер і розпочинає ігри та віртуальне спілкування, залишаючи все менше часу на спілкування з внучкою: "повністю опинився в тенетах світової павутини"
Маньчаки  всиновили дитину   
В ході свого «мертвого» сезону, Буба   знову виграє картярський турнір. У винагороду отримує чужу пенсію та сталінський костюм.  
Фінал у романі позитивний. Вся родина святкувала Різдво. На диво всі були щасливі.

## Проблематика
Головною проблемою автор визначає втрату сімейних цінностей  та піклування Буби про відродження родинних стосунків. У центрі роману є дитина і родина, в якій вона росте. У час технологічного прогресу  і бідності йдеться про вибір: займатися вихованням дитини чи кар’єрою? Якщо батьківські обов’язки перекласти  на когось іншого, то дитина почувається непотрібною.  
Авторка говорить відверто і про інші проблеми: про наркозалежність, бідність, безробіття.

## Образ героїні
Космовська - майстер психологічних портретів. Кожен з героїв переживає свої власні драми і ламає стіну самотності. Справжнє ім'я Буби — Агнешка. Дівчині 16 років, вона не була ні дуже вродливою, ані дуже негарною, ані дуже високою, ні дуже низькою. Вона нічим не вирізнялася серед своїх ровесників, такі ж самі джинси і мартенси. Вона — донька «зіркових» батьків. Її мама Марися — відома письменниця, яка пише жіночі романи, а тато — ведучий телепрограм про людські долі. Дід Генрик, який живе з ними, усі гроші програє в спортлото та захоплюється картами. 
Дівчинка позитивна: вона старанно вчиться, чемна, має зразкового бой-френда, допомагає вирішувати клопоти сестрі, слухає симфонічну музику, виграє на чемпіонаті з бриджу. Буба — не типова сучасна дівчинка, а вигадана. Її авторитетом є не дорослі з їхніми проблемами, а ровесники, музичні кумири.

## Інші персонажі
Батько Павел, мати Марися, дідусь Генрик, бабуся Рита, сестра Олька; однокласники — Адась, Мілош, Агата,
Батьки надто зайняті собою та  кар’єрою. Вони не спілкуються, говорять неправду, дратуються, у них немає часу для себе. Вони краще почуваються за межами родини, на роботі.

## Видання в Україні
- «Буба: мертвий сезон». Барбара Космовська.- Львів: Урбіно, 2011. переклала Божена Антоняк